# Pailloles
Pailloles ist eine französische Gemeinde mit 314 Einwohnern (Stand 1. Januar 2022) im Département Lot-et-Garonne in der Region Nouvelle-Aquitaine (vor 2016: Aquitanien). Sie gehört zum Arrondissement Villeneuve-sur-Lot und zum Kanton Le Haut Agenais Périgord. Die Einwohner werden Paillolais und Paillolaises genannt.

## Geographie
Die Gemeinde Pailloles liegt circa zehn Kilometer nordwestlich von Villeneuve-sur-Lot in dessen Einzugsbereich (Aire urbaine) in der historischen Provinz Agenais.
Umgeben wird Pailloles von den fünf Nachbargemeinden:
|               | Beaugas                                     | Castelnaud-de-Gratecambe |
| Saint-Pastour | Kompassrose, die auf Nachbargemeinden zeigt |                          |
|               | Casseneuil                                  | Lédat                    |

Pailloles liegt im Einzugsgebiet des Flusses Garonne.
Nebenflüsse der Lède durchqueren das Gebiet der Gemeinde,
- der Ruisseau l’Aygue-Rousse und
- die Sône mit ihrem Nebenfluss,
  - dem Ruisseau de Lamidon.[3]

## Einwohnerentwicklung
Nach Beginn der Aufzeichnungen stieg die Einwohnerzahl bis zur ersten Hälfte des 19. Jahrhunderts auf einen Höchststand von rund 535. In der Folgezeit sank die Größe der Gemeinde bei kurzen Erholungsphasen bis zu den 1970er Jahren auf rund 190 Einwohner, bevor eine Wachstumsphase einsetzte, die in jüngster Zeit wieder stagnierte.
| Jahr                       | 1962 | 1968 | 1975 | 1982 | 1990 | 1999 | 2006 | 2011 | 2022 |
| -------------------------- | ---- | ---- | ---- | ---- | ---- | ---- | ---- | ---- | ---- |
| Einwohner                  | 215  | 230  | 192  | 246  | 260  | 281  | 326  | 340  | 314  |
| Quellen: Cassini und INSEE |      |      |      |      |      |      |      |      |      |

## Sehenswürdigkeiten

### Pfarrkirche Saint-Pierre
Der Chor der Kirche stammt wahrscheinlich aus dem 12. Jahrhundert. Sie wurde am Ende des 15. oder zu Beginn des 16. Jahrhunderts neu errichtet. Ihr Eingangsportal und das südlich gelegene Seitenschiff sind von dieser Bauperiode übrig geblieben. Im Jahre 1572 wurde die Kirche in den Hugenottenkriegen teilweise zerstört, vor 1597 restauriert und mit Gewölben versehen. Im Jahre 1871 wurde das Kreuzrippengewölbe des Haupt- und des Seitenschiffs restauriert. Zwischen 1887 und 1889 wurde die Sakristei nach Plänen des Architekten Adolphe Gilles errichtet. Gleichzeitig wurde das Dach mit Hohlziegeln erneuert.
Die Kirche birgt drei Skulpturen aus dem 18. Jahrhundert, die als Monuments historiques eingeschrieben sind. Es handelt sich um Darstellungen der Maria mit Jesuskind, des heiligen Josef und Johannes des Täufers.

### Pfarrkirche Saint-Gervais
Die Wände des Chors und des Langhauses sind vermutlich im 12. Jahrhundert entstanden. Das westliche Eingangsportal zeigt eine Spitzbogenform und wurde am Ende des 15. oder zu Beginn des 16. Jahrhunderts geschaffen. Zwischen 1878 und 1880 wurde unter Leitung des Architekten des Arrondissements, Adolphe Gilles, und des Bauunternehmers Brousse der Chor und der Glockengiebelneu gebaut, das Kircheninnere neu gestaltet, die Fenster des Langhauses überarbeitet und die Sakristei errichtet. Im Jahre 1997 wurde der Innen- und Außenputz entfernt.

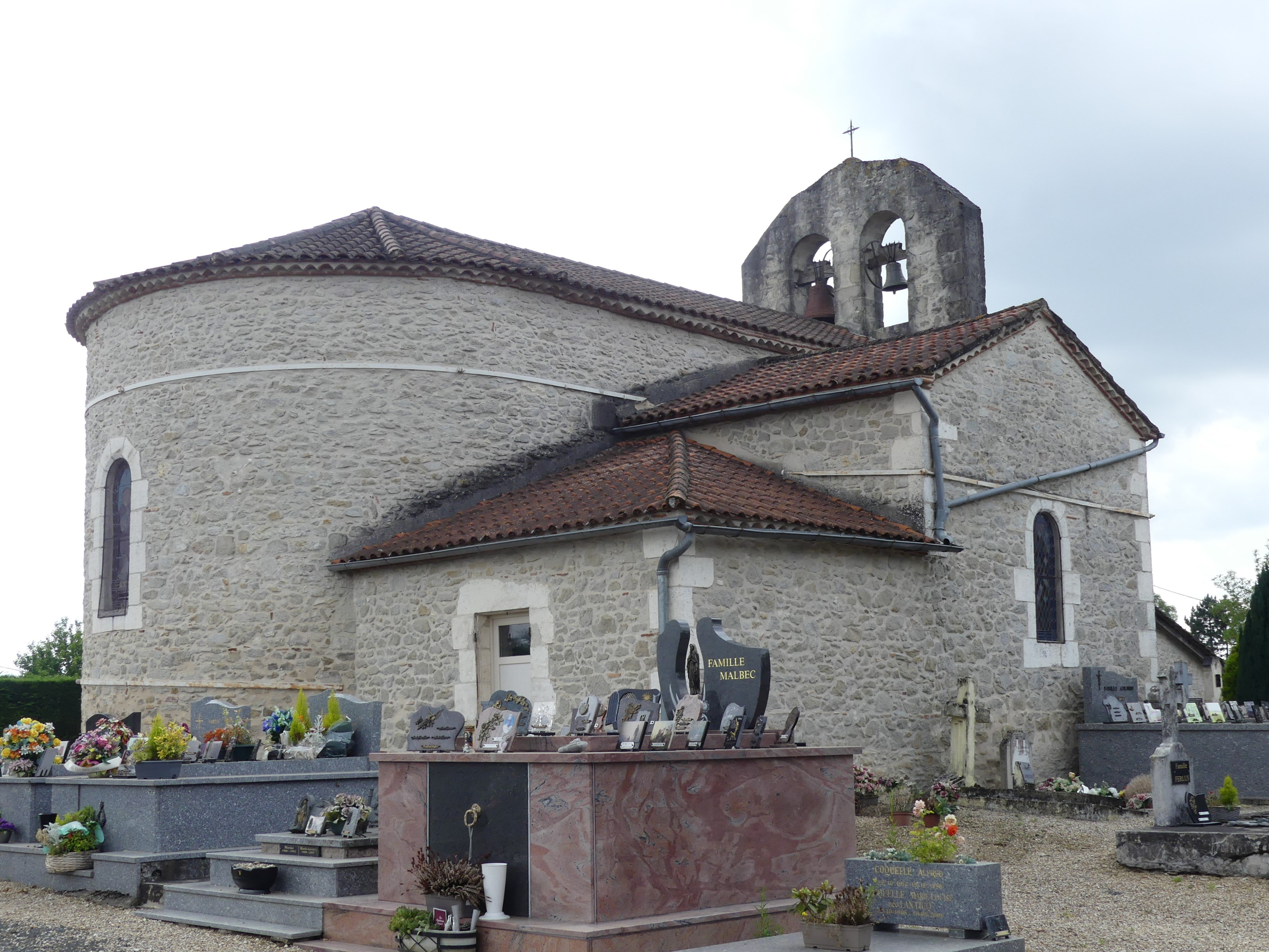
Kirche Saint-Gervais und Saint-Protais
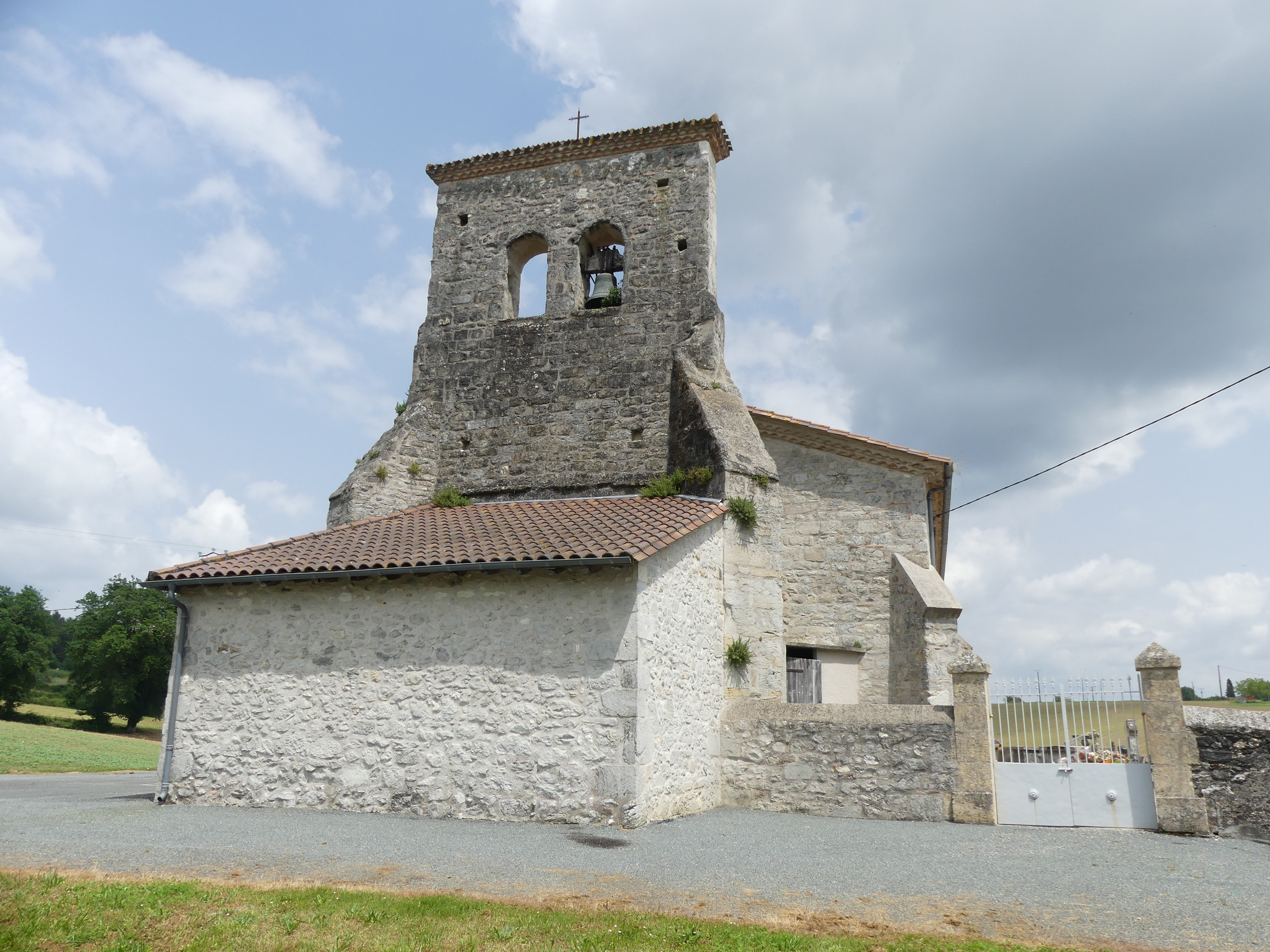
Kirche Saint-Pierre-ès-Liens
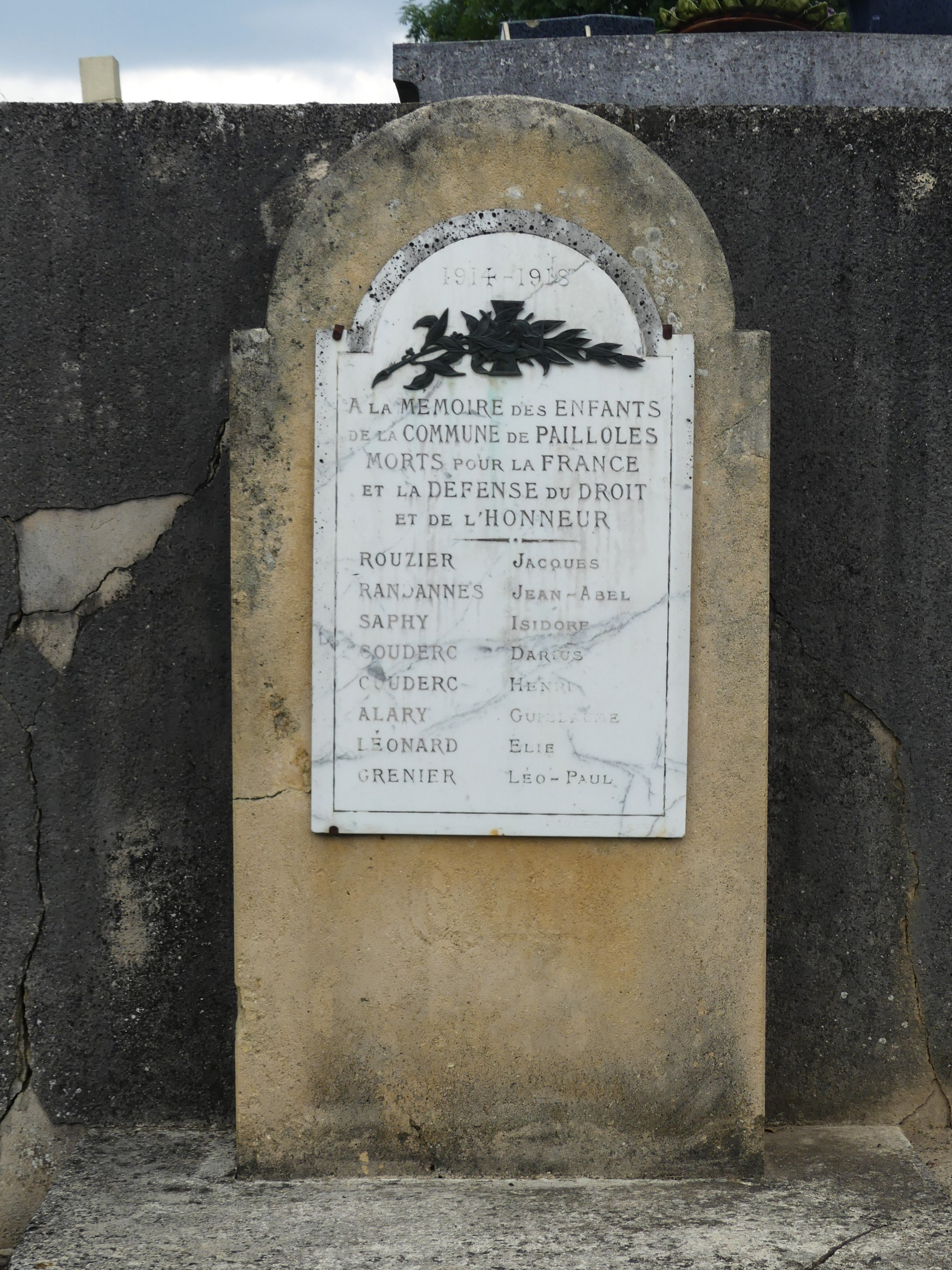
Gefallenendenkmal

## Wirtschaft und Infrastruktur
Die Landwirtschaft ist einer der wichtigsten Wirtschaftsfaktoren der Gemeinde.

### Verkehr
Pailloles ist erreichbar über die Route départementale 430 und über die Route nationale 21.